# Nuttel (Dötlingen)
Nuttel ist ein Ortsteil der Gemeinde Dötlingen im niedersächsischen Landkreis Oldenburg im Naturpark Wildeshauser Geest.
Die etwa zehn Kilometer nordnordöstlich vom Ortskern Dötlingens gelegene Bauerschaft hatte im August 2022 101 Einwohner.
Die zwölf Kilometer lange Kimmer Bäke hat ihre Quelle südwestlich von Nuttel.